# Сеута
Сеута (ісп. Ceuta) — іспанське автономне місто (іспанський ексклав) на північному узбережжі Африки. З усіх боків оточене територією Марокко (окрім північної частини, яка омивається водами Середземного моря). Відтак, це місто може мати й іншу характеристику — власне, марокканський анклав (або напіванклав). На початку VIII ст. завойоване мусульманами. 1415 року захоплене португальцями. Відтоді до 1640 року перебувало у складі Португальського королівства. У ході Реставраційної війни відмовилося визнавати владу нового португальського короля, унаслідок чого залишилося за Іспанією (1668). Головна окраса міста — Сеутський собор. Площа — 19 км². Станом на 2010 рік у Сеуті проживало 75 276 мешканців, здебільшого це іспанці, а також араби, китайці, індуси, євреї тощо. Офіційною мовою автономного міста є іспанська, проте місцеві мешканці послуговуються й арабською.

## Назва
- Абіла (пун. Abyla, грец. Ἀβύλα, Abýla) — антична карфагенська назва, що походить від гори Абінхік
- Абле (грец. Ἀβύλη, Abýlē)
- Апіні (грец. Ἄπινι)
- Гептадельфи (грец. Ἑπτάδελφοι, Heptádelphoi, «сім братів»; лат. Septem Fratres) — антична греко-римська назва[1].
- Септем (лат. Septem), Септум (лат. Septum), Септон (грец. Sépton, Σέπτον), Септа (лат. Septa) — римські назви, скорочення від попередньої.
- Себта (Sebta) — берберська назва, похідна від римської.
- Сабатан (Sabtan), або Сабтах (سبتة‎, Sabtah) — арабська назва, похідна від римської.
- Сеута (ісп. і порт. Ceuta) — європейська назва.

## Географія
Сеута розташована в західній частині Північної Африки, на березі Середземного моря, поблизу стратегічно важливої Гібралтарської протоки.

Карта
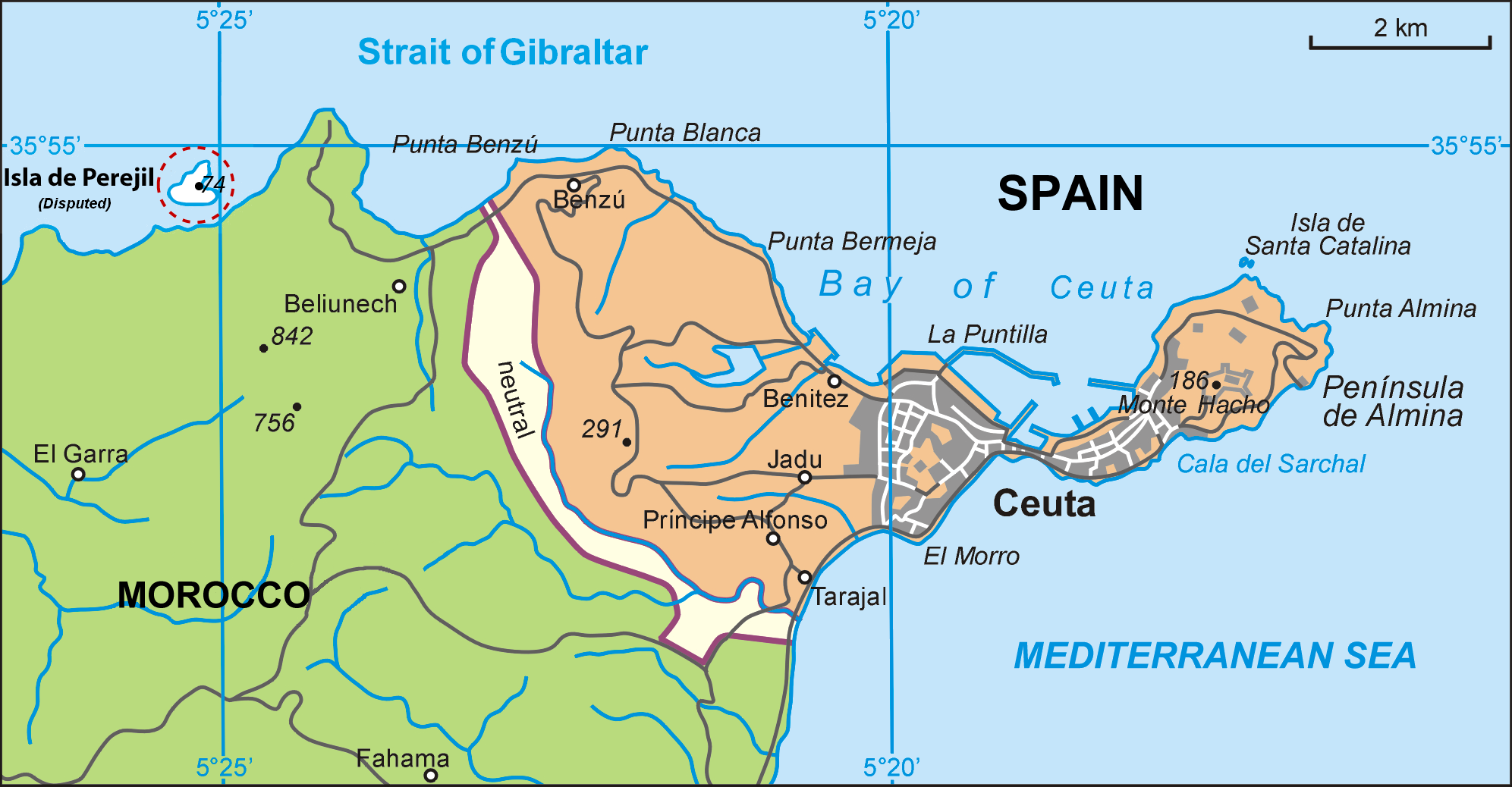
Карта

### Клімат
Місто розташоване в зоні, котра характеризується середземноморським кліматом. Найтепліший місяць — серпень із середньою температурою 22.2 °C (72 °F). Найхолодніший місяць — січень, із середньою температурою 11.5 °С (52.7 °F).
| Клімат Сеути            | Клімат Сеути | Клімат Сеути | Клімат Сеути | Клімат Сеути | Клімат Сеути | Клімат Сеути | Клімат Сеути | Клімат Сеути | Клімат Сеути | Клімат Сеути | Клімат Сеути | Клімат Сеути | Клімат Сеути |
| Показник                | Січ.         | Лют.         | Бер.         | Квіт.        | Трав.        | Черв.        | Лип.         | Серп.        | Вер.         | Жовт.        | Лист.        | Груд.        | Рік          |
| Абсолютний максимум, °C | 21           | 22           | 27           | 25           | 27           | 36           | 36           | 38           | 32           | 28           | 23           | 26           | 38           |
| Середній максимум, °C   | 14,6         | 14,9         | 16,2         | 17,7         | 20,6         | 23,4         | 26,2         | 26,7         | 24,6         | 21,1         | 17,4         | 15,2         | 19,9         |
| Середня температура, °C | 11,5         | 11,7         | 12,6         | 13,8         | 16,4         | 19           | 21,7         | 22,2         | 20,3         | 17,4         | 14,2         | 12           | 16,1         |
| Середній мінімум, °C    | 8,4          | 8,4          | 9            | 10           | 12,1         | 14,8         | 17,2         | 17,6         | 16           | 13,7         | 10,9         | 8,9          | 12,2         |
| Абсолютний мінімум, °C  | 5            | 3            | 5            | 7            | 7            | 12           | 13           | 16           | 12           | 8            | 7            | 0            | 0            |
| Норма опадів, мм        | 87           | 87           | 59           | 56           | 28           | 13           | 1            | 1            | 11           | 61           | 76           | 108          | 586          |
| Днів з опадами          | 10,3         | 10,8         | 8,6          | 8,3          | 4,9          | 2,9          | 0,7          | 0,5          | 3,2          | 7,9          | 9,4          | 11           | 78,5         |
| Днів з дощем            | 7            | 7            | 4            | 5            | 3            | 1            | 0            | 0            | 1            | 6            | 7            | 8            | 49           |
| Вологість повітря, %    | 87           | 87           | 88           | 87           | 87           | 87           | 87           | 87           | 89           | 89           | 88           | 88           | 88           |
| ----------------------- | ------------ | ------------ | ------------ | ------------ | ------------ | ------------ | ------------ | ------------ | ------------ | ------------ | ------------ | ------------ | ------------ |
| Джерело: Weatherbase    |              |              |              |              |              |              |              |              |              |              |              |              |              |

## Історія

### Античні часи
Сеута була заселена здавен, оскільки розташовувалась на перетині важливих морських торгових шляхів. Археологічні знахідки та писемні джерела вказують на те, що першими поселенцями тут були, вочевидь, греки. Вони заклали основу майбутнього міста і дали йому назву Heptá Adélphia (грец. Ἑπτὰ Ἀδέλφια), тобто «межигір'я», «земля семи вершин» чи «семи братів».
319 року до н. е. місто підкорили собі карфагеняни. Після Другої Пунічної війни Сеута отримала нову, вже латинську назву: лат. Septem Fratres («сім братів»), а її жителі отримали римське громадянство.
429 року н. е. Сеуту захоплюють вандали, а 534 року місто переходить під протекторат Візантійської імперії як правонаступниці Римської імперії.

### Середньовіччя
616 року місто зайняли вестготи, а згодом, 709 року, його захоплюють араби (останні через два роки розпочнуть вторгнення на Піренейський півострів і поступово захоплять майже всю Іспанію).
1415 року мусульманську Сеуту захопили португальці під проводом Жуана І. 1419 року марокканці безупішно намагалися повернути місто. Через півстоліття португальський суверенітет над Сеутою визнали Кастильська Корона і Святий Престол, що відбилося у Алкасоваському (1479) і Тордесіляському (1494) договорах.
За умовами Лісабонського мирного договору (1668) між Португалією та Іспанією визнавалося володінням Іспанії.

### Новий час
Після оголошення державної незалежності Марокко 1956 року Сеута отримала від Іспанії статус «незалежної території», що підпорядкована безпосередньо іспанському урядові.
Іспанія передала Марокко іспанські володіння в Африці Танжер, Тарфая і територія Іфні, однак залишила собі Сеуту та місто Мелілья. Марокко має територіальні претензії до Іспанії щодо Сеути й офіційно називає цю територію «окупованою Іспанією», попри те, що це місто було іспанським задовго до державного утворення Марокко. З 1995 року Сеута отримує статус автономного міста (ісп. Ciudades autónomas).
Згодом у Сеуту починають проникати незаконні мігранти та біженці з Марокко та інших арабських і африканських країн. Аби унеможливити таку незаконну міграцію Іспанія у 1990-х роках була змушена відгородити Сеуту від Марокко прикордонними укріпленнями протяжністю у 8,2 км, названими Сеуцькою стіною.
5 листопада 2007 Сеуту вперше за останні 80 років відвідав іспанський король Хуан Карлос I та королева Софія, котрих місцеве населення зустріло з великим піднесенням і радістю.
У Марокко ж навпаки — ця подія викликала гостру негативну реакцію, а марокканський уряд назвав цей візит іспанського короля «нестерпною провокацією».

## Релігія
- Центр Кадіської і Сеутської діоцезії Католицької церкви.
- Сеутський собор

## Уродженці
- Мухаммад аль-Ідрісі — арабський картограф.